# Ханушовце на Топлој
Ханушовце на Топлој (слч. Hanušovce nad Topľou, мађ. Tapolyhanusfalva) град је у Словачкој, у оквиру Прешовског краја, где су у саставу округа Вранов на Топлој.

## Географија
Ханушовце на Топлој је смештено у североисточном делу државе. Главни град државе, Братислава, налази се 440 km западно од града.
Рељеф: Ханушовце на Топлој се развило у области Шариш. Град се сместио у долини реке Топле, испод планине Ниски Бескиди. Надморска висина граде је око 210 метара.
Клима: Клима у Ханушовцу на Топлој је умерено континентална.
Воде: Ханушовце на Топлој се налазе на реци Топли.

## Историја
Људска насеља на простору Ханушовца на Топлој везују се још за праисторију. Насеље под данашњим именом први пут се спомиње 1332. године.
Крајем 1918. године. Ханушовце на Топлој је постало део новоосноване Чехословачке. У време комунизма насеље је индустријализовано, па је дошло до повећања становништва. После осамостаљења Словачке град је постао општинско средиште, али је дошло и до проблема везаних за преструктурирање привреде.

## Становништво
| Година:    | 1994. | 2004.   | 2014.   | 2024.   |
| ---------- | ----- | ------- | ------- | ------- |
| Број људи: | 3456  | 3668    | 3752    | 3728    |
| Разлика:   |       | +6,13 % | +2,29 % | -0,63 % |

| Година:    | 2023. | 2024.   |
| ---------- | ----- | ------- |
| Број људи: | 3730  | 3728    |
| Разлика:   |       | -0,05 % |

Данас Ханушовце на Топлој имају нешто више од 3.500 становника и последњих година број становника расте.
Етнички састав: По попису из 2001. године састав је следећи:
- Словаци - 85,0%,
- Роми - 14,3%,
- остали.

Верски састав: По попису из 2001. године састав је следећи:
- римокатолици - 53,4%,
- лутерани - 36,6%,
- гркокатолици - 5,2%,
- атеисти - 1,3%,
- остали.

## Партнерски градови
- Дембица

## Галерија
- Обласни музеј
- Мали замак
- Римокатоличка црква
- Индустријска зона насеља